# STS-57
STS-57, voluit Space Transportation System-57, was een spaceshuttlemissie van de Endeavour naar de EURECA satelliet. De satelliet werd een jaar eerder in positie gebracht tijdens STS-46. Tijdens STS-57 werden er ook experimenten uitgevoerd in de SPACEHAB module. 

## Bemanning
| Positie            | Lancering                    | Landing                      |                              |
| ------------------ | ---------------------------- | ---------------------------- | ---------------------------- |
| Bevelhebber        | Ronald Grabe 4e ruimtevlucht | Ronald Grabe 4e ruimtevlucht |                              |
| Piloot             | Brian Duffy 2e ruimtevlucht  | Brian Duffy 2e ruimtevlucht  |                              |
| Missiespecialist 1 | David Low 3e ruimtevlucht    | David Low 3e ruimtevlucht    |                              |
| Missiespecialist 2 | Nancy Currie 1e ruimtevlucht | Nancy Currie 1e ruimtevlucht | Nancy Currie 1e ruimtevlucht |
| Missiespecialist 3 | Peter Wisoff 1e ruimtevlucht | Peter Wisoff 1e ruimtevlucht | Peter Wisoff 1e ruimtevlucht |
| Missiespecialist 4 | Janice Voss 1e ruimtevlucht  | Janice Voss 1e ruimtevlucht  | Janice Voss 1e ruimtevlucht  |

## Media

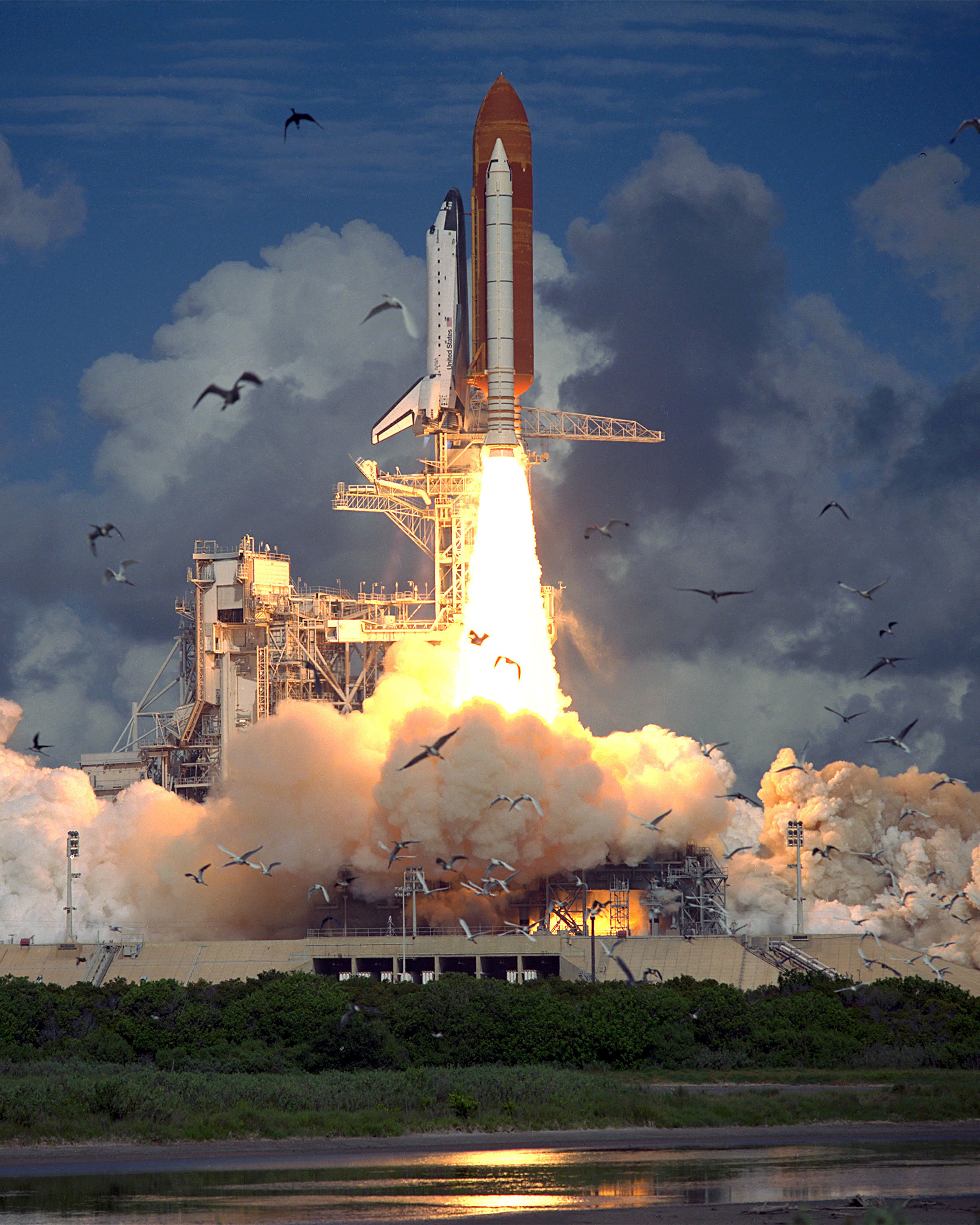
Lancering
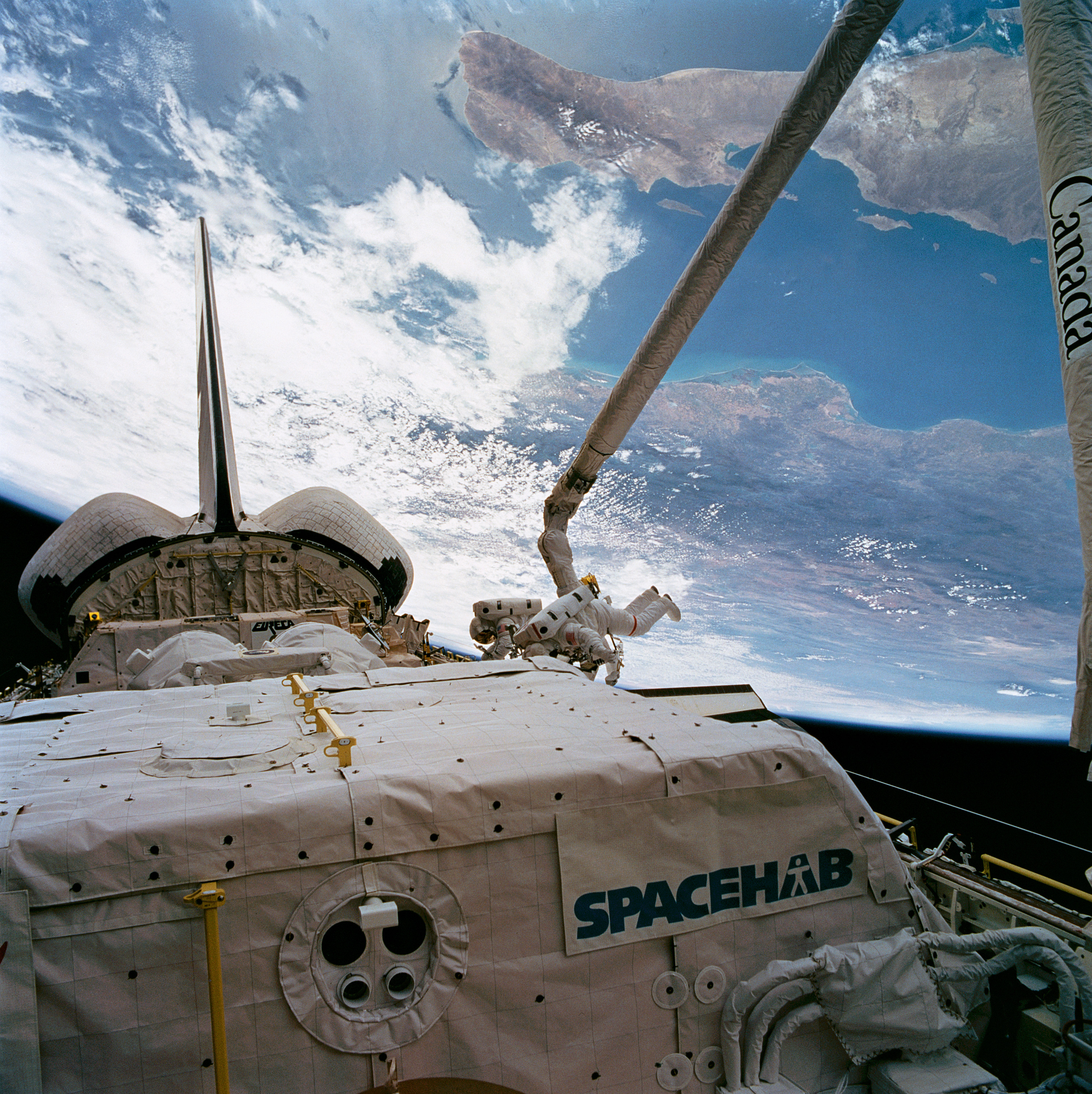
Endeavour en de SPACEHAB module

STS-49 · STS-47 · STS-54 · STS-57 · STS-61 · STS-59 · STS-68 · STS-67 · STS-69 · STS-72 · STS-77 · STS-89 · STS-88 · STS-99 · STS-97 · STS-100 · STS-108 · STS-111 · STS-113 · STS-118 · STS-123 · STS-126 · STS-127 · STS-130 · STS-134